# Mecosaspis aureovittata
Mecosaspis aureovittata là một loài bọ cánh cứng trong họ Cerambycidae.